# Shabab al-Khalil SC
Der Shabab al-Khalil SC (arabisch نادي شباب الخليل الرياضي) ist ein palästinensischer Fußballverein aus Hebron.

## Erfolge
- West Bank Premier League
  - Meister: 1982, 1985, 1986, 1999, 2016, 2021, 2022
  - Vizemeister: 2011/12, 2018/19

- West Bank Palestine Cup
  - Sieger: 1978, 1980, 1985, 2013
  - Finalist: 2007, 2009, 2017

- Yassir Arafat Cup
  - Sieger: 2013, 2016
  - Finalist: 2015, 2023

- West Bank Supercup
  - Sieger: 2013
  - Finalist: 2016

- West Bank PFA Cup
  - Finalist: 2009

## Stadion
Der Verein trägt seine Heimspiele im Hussein Bin Ali Stadium in Hebron aus. Das Stadion hat ein Fassungsvermögen von 11.000 Personen.

## Statistik in den AFC-Wettbewerben
| Jahr    | Wettbewerb | Runde          | Gegner            | Heim | Auswärts | Gesamt |
| ------- | ---------- | -------------- | ----------------- | ---- | -------- | ------ |
| 2017    | AFC Cup    | Play-off       | Al-Suwaiq Club    | 2:1  | 1:3      | 3:4    |
| 2022    | AFC Cup    | Gruppe B       | Dhofar SCSC       | 0:3  | 0:3      | 4.     |
| 2022    | AFC Cup    | Gruppe B       | al-Arabi          | 0:1  | 0:1      | 4.     |
| 2022    | AFC Cup    | Gruppe B       | Al-Riffa SC       | 1:3  | 1:3      | 4.     |
| 2023/24 | AFC Cup    | Play-off-Runde | Al-Ittihad Aleppo | 1:2  | 1:2      | 1:2    |

## Bekannte Spieler
- Joaquín Abdala
- Daoud Iraqi

## Trainer
| Trainer            | von               | bis               |
| ------------------ | ----------------- | ----------------- |
| Ahmed El Agouz     | 24. Juli 2011     | 30. Juni 2012     |
| Khader Obeid       | 1. August 2013    | 30. Mai 2014      |
| Ghassan Al-Balawi  | 9. Juni 2014      | 19. Oktober 2014  |
| Stefano Cusin      | 15. Januar 2015   | 8. Oktober 2015   |
| Khader Obeid       | 1. Mai 2015       | 30. Juni 2016     |
| Raed Assaf         | 11. Juni 2016     | 2. November 2016  |
| Ibrahim Abu Roqaiq | 24. Oktober 2016  | 22. Januar 2017   |
| Ayman Sandouqa     | 3. November 2016  | 26. Februar 2017  |
| Raed Assaf         | 20. März 2018     | 17. November 2018 |
| Stefano Cusin      | 5. März 2019      | 31. Dezember 2019 |
| Bahjat Odeh        | 20. Juli 2019     | 25. November 2019 |
| Alaa Zatari        | 1. August 2020    | 31. Dezember 2020 |
| Said Abu Altahir   | 11. November 2020 | 30. Juni 2022     |
| Raed Assaf         | 21. Juni 2022     | 14. Oktober 2023  |